# Principles of Marketing
Principles of Marketing är en bok från 1980 av den amerikanska författaren och professorn Philip Kotler, som handlar om marknadsföring. Boken har utgivits i många upplagor och är tillsammans med Kotlers andra bok Marketing Management standardlitteratur för studenter inom marknadsföringsprogram. Professorn och författaren Gary Armstrong krediteras som författare i många upplagor av boken men det är först vid den fjärde upplagan av boken som han börjar krediteras som skribent.
En svensk utgåva av boken utkom 2013 vid namn Marknadsföring: teori, strategi och praktik, där den svenska forskaren och författaren Anders Parment även krediteras som skribent utöver Kotler och Armstrong.

## Bokens disposition (global edition, sjuttonde upplagan)
1. Marketing: Creating Customer Value and Engagement
2. Company and Marketing Strategy: Partnering to Build Customer Engagement, Value, and Relationships
3. Analyzing the Marketing Environment
4. Managing Marketing Information to Gain Customer Insights
5. Consumer Markets and Buyer Behavior
6. Business Markets and Business Buyer Behavior
7. Customer Value–Driven Marketing Strategy: Creating Value for Target Customers
8. Products, Services, and Brands: Building Customer Value
9. Developing New Products and Managing the Product Life Cycle
10. Pricing: Understanding and Capturing Customer Value
11. Pricing Strategies: Additional Considerations
12. Marketing Channels: Delivering Customer Value
13. Retailing and Wholesaling
14. Engaging Consumers and Communicating Customer Value: Integrated Marketing Communication Strategy
15. Advertising and Public Relations
16. Personal Selling and Sales Promotion
17. Direct, Online, Social Media, and Mobile Marketing
18. Creating Competitive Advantage
19. The Global Marketplace
20. Sustainable Marketing: Social Responsibility and Ethics

## Utgåva (urval)
- Kotler, Philip (1980). Principles of Marketing (1). Englewood Cliffs: Prentice Hall. Libris 4566080. ISBN 9780137015573